# Paleacrita merriccata
Paleacrita merriccata là một loài bướm đêm trong họ Geometridae.